# 나나쿠마역
나나쿠마역(일본어: 七隈駅)은 일본 후쿠오카현 후쿠오카시 조난구 나나쿠마 4초메에 소재하는 후쿠오카 시 교통국 지하철 나나쿠마 선의 역이다. 역 번호는 N07이다.
역의 심벌 마크는 나나쿠마의 지명의 유래가 된 "나나구루마"에서 7개의 육각형이다. 역 식별 색은 ■DIC-455로, 가모역과 공통이다.

## 역 구조
섬식 승강장 1면 2선의 지하역이다. 조난가쿠엔도리의 직하부에 위치한다.

### 승강장
| 1 | ■나나쿠마 선 | 롯폰마쓰・야쿠인・덴진미나미 방면 |
| 2 | ■나나쿠마 선 | 후쿠다이 앞・하시모토 방면        |

## 이용 상황
2015년도의 1일 평균 승차 인원은 4,601명이다.
개통 이후 1일 평균 승차 인원의 추이는 아래 표와 같다.
| 연도   | 1일 평균 승차 인원 |
| ------ | ------------------ |
| 2004년 | 2,176              |
| 2005년 | 2,181              |
| 2006년 | 2,605              |
| 2007년 | 2,922              |
| 2008년 | 3,155              |
| 2009년 | 3,368              |
| 2010년 | 3,458              |
| 2011년 | 3,549              |
| 2012년 | 3,861              |
| 2013년 | 4,099              |
| 2014년 | 4,339              |
| 2015년 | 4,601              |

## 역 주변
후쿠오카 대학의 북쪽에 위치함으로써 주변은 아파트나 술집 등이 즐비하여 있는 대학가이다.
- 후쿠오카 대학 공학부
- 후쿠오카 시립 나나쿠마 초등학교
- 조난 시민 센터
- 후쿠오카 동양 도자 미술관
- 나나쿠마 집회소
- NTT 니시니혼 나나쿠마 교환소
- 후쿠다이도리
- 나나쿠마 패밀리 플라자

## 역사
- 2005년 2월 3일: 영업 개시.

## 참고 문헌
후쿠오카 시 교통국 감수, 지하철 3호선 JV그룹 편저인 "공공 교통 기관의 유니버설 디자인 후쿠오카 시 교통국 지하철 나나쿠마 선 토탈 디자인 10년의 기록" 일본 디자인 협회(발행)・세프토 (발매) 2005년

## 인접역
| 후쿠오카 시 교통국 ■ 지하철 나나쿠마 선 | 후쿠오카 시 교통국 ■ 지하철 나나쿠마 선 | 후쿠오카 시 교통국 ■ 지하철 나나쿠마 선 |
| --------------------------------------- | --------------------------------------- | --------------------------------------- |
| N06 후쿠다이 앞 하시모토 방면           |                                         | 가나야마 N08 덴진미나미 방면            |